# Cricetomys
Cricetomys là một chi động vật có vú trong họ Nesomyidae, bộ Gặm nhấm. Chi này được Waterhouse miêu tả năm 1840. Loài điển hình của chi này là Cricetomys gambianus Waterhouse, 1840.

## Hình ảnh

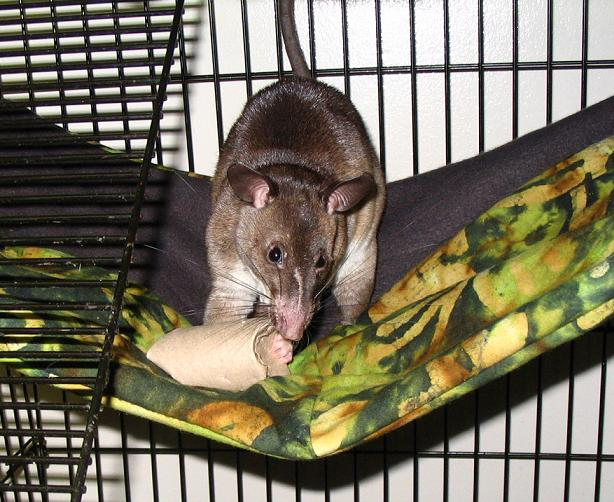
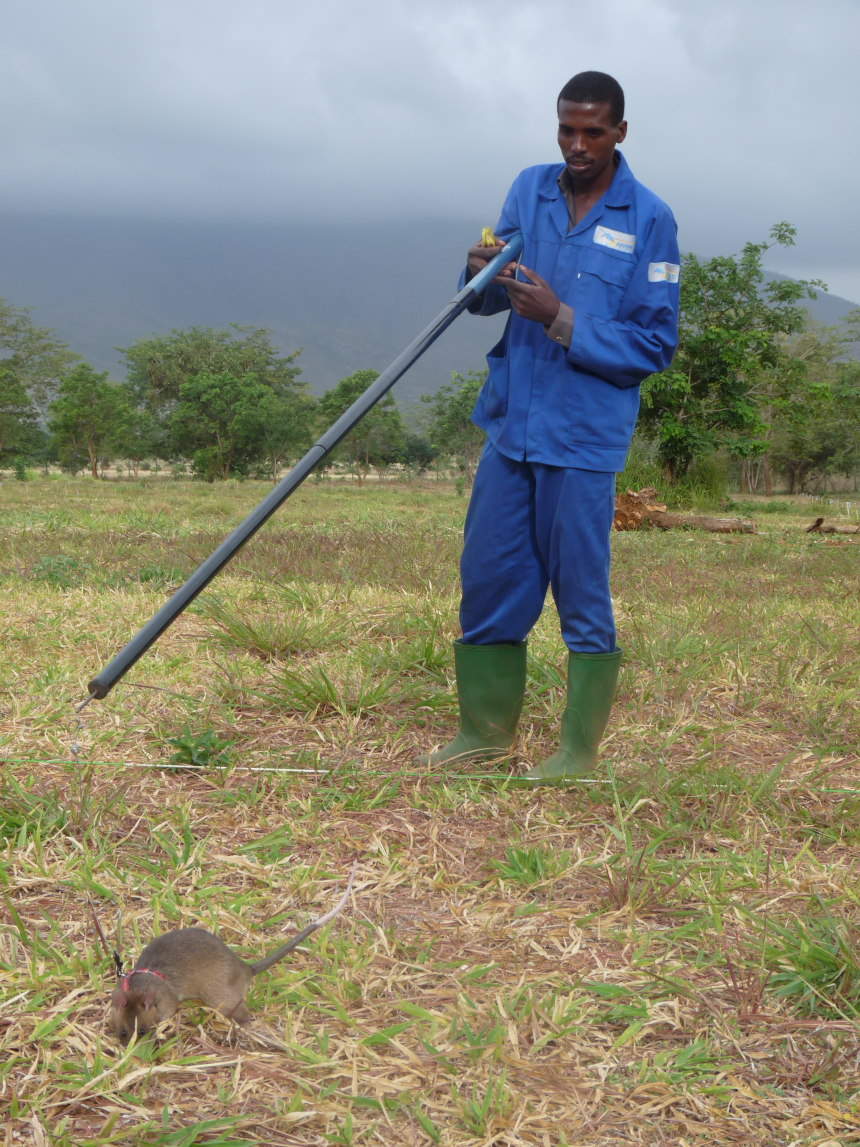

## Các loài
Chi này gồm các loài: